# Große Weißnasenmeerkatze
Die Große Weißnasenmeerkatze (Cercopithecus nictitans) ist eine Primatenart aus der Gattung der Meerkatzen (Cercopithecus) innerhalb der Familie der Meerkatzenverwandten (Cercopithecidae).

## Merkmale
Das Fell der Großen Weißnasenmeerkatze ist einheitlich grau gefärbt. Das Gesicht ist dunkel, namensgebendes Merkmal ist ein heller Nasenfleck aus kurzen, weißen Haaren. Diese Art zählt mit einer Kopf-Rumpf-Länge von 40 bis 70 Zentimetern, einem bis zu 102 Zentimeter langen Schwanz und einem Gewicht von bis zu 12 Kilogramm zu den größeren Meerkatzenarten, wobei die Männchen etwas größer als die Weibchen werden.

## Verbreitung und Lebensraum

Verbreitungsgebiet der Großen Weißnasenmeerkatze

Die Heimat der Großen Weißnasenmeerkatze liegt in West- und Zentralafrika. Das Verbreitungsgebiet umfasst einerseits Liberia und die Elfenbeinküste, andererseits reicht es von Nigeria bis in die Zentralafrikanische Republik und den Nordwesten der Demokratischen Republik Kongo und schließt auch die Insel Bioko mit ein. Ihr Lebensraum sind Wälder, wobei sie in der Nähe von Flüssen gelegene, oftmals überschwemmte Gebiete bevorzugt.

## Lebensweise
Diese Tiere sind tagaktive Baumbewohner. Wie alle Meerkatzen leben auch sie in Gruppen zusammen, die aus einem Männchen, mehreren Weibchen und deren Nachwuchs bestehen. Die Gruppengröße liegt bei rund 15 bis 40. Innerhalb der Gruppe kommunizieren die Tiere mit einer Reihe von Lauten und Gesten, anhand derer sie beispielsweise Feinde unterscheiden. Die Nahrung der Tiere besteht in erster Linie aus Früchten und Samen, daneben nehmen sie auch Blätter und Insekten zu sich.

## Systematik
Die Große Weißnasenmeerkatze bildet zusammen mit der Diademmeerkatze und anderen die mitis-Gruppe innerhalb der Gattung der Meerkatzen. Mit der Kleinen Weißnasenmeerkatze ist sie hingegen nur entfernt verwandt.
Die interne Systematik ist nicht restlos geklärt. Die isolierte westliche Population in Liberia und der Elfenbeinküste gilt manchmal als Unterart Cercopithecus nictitans stampflii, die der Insel Bioko als Unterart C. m. martini. Wilson & Reeder (2005) anerkennen allerdings nur martini und die Nominatform nictitans.

## Bedrohung
Die Große Weißnasenmeerkatze zählt insgesamt betrachtet laut IUCN nicht zu den bedrohten Arten. Gefährdet sind allerdings die Populationen im Westen des Verbreitungsgebietes (Liberia und Elfenbeinküste), die laut IUCN von Aussterben bedroht (critically endangered) sind und die Population auf der Insel Bioko, die laut IUCN stark gefährdet (endangered) sind.